# 渡辺喜子
渡辺喜子（わたなべ よしこ、1973年1月24日 - ）は日本の女優、映画監督。静岡県出身。

## 来歴・人物
多摩美術大学グラフィックデザイン科卒業。大学時代に立川美術学院にて学生講師をしていた。
脚本＆監督を手がけた映画『tig☆hug ちぐはぐ』は富士市の富士山世界遺産登録1周年記念事業の一環として、2014年6月22日に富士市交流プラザ（静岡県富士市）でのホール上映成功後、静岡シネ・ギャラリーにて2週間レイトショー、あいち国際女性映画祭、新人監督映画祭、CAMERA JAPAN（オランダの映画祭）にて正式上映された。
2015年11月15日に静岡県富士市の岩松中学校で開催された『岩松地区　五団体合同教育講演会“映画万歳〜踏み出せば世界が変わる〜”』で地元住民と製作した短編映画「君への想い」（脚本＆監督）が上映された。
YoshikoLeeというアーティストネームで絵画や写真作品も発表している。

## 出演作品（映像）
- 『終着駅の次の駅』監督：榊英雄（2003年） - 乗客 役
- 『夏の花火編~あさがお~』監督: 熊切和嘉（2004年） - 麗子 役
- 『女教師ユマ』監督: 松梨智子（2004年） - 主演 遊馬（ユマ）役
- 『きのこ』監督: 水戸ひねき（2004年）
- 『エイン Ein』監督：モンティンダン（2006年）
- mihimaru GT『俄然Yeah!』PV（2007年）
- mihimaru GT『ギリギリHERO』PV（2008年）
- 『名駅1丁目1番1号 〜人と、幸せを、つなぐ場所。〜』中京テレビドラマ - 松山 役（2017年日本）
- インディーズ映画『グラフィティ・グラフィティ！』 - 主人公の母 役（2019年日本）
- NPO法人AKKこうち アルコール依存症啓発動画『まわりの人に知ってほしい、アルコール依存症のこと』監督: 大橋隆行 - OL役（2024年日本）
- 生きとし生けるもの（2024年5月6日、テレビ東京）

## 出演作品（舞台）
- 東京プレイヤーズクラブ公演『LIFE  LIVE  LINE』
- 東京プレイヤーズクラブ公演『ラジオデイズ』
- クレインリバー公演『るつぼ』
- YAMINABE公演『湿度』（2004年）
- "principe"-プリンチペ-公演『もがき、もがれて日本晴れ』-その一歩が、世界を変える-（2008年）
- ラチェットレンチ公演『星空と彼女のノイズ』（2010年）
- 舞踏オペラ『HEL-GABAL』演出:芥正彦（2014年）アンサンブル参加
- 渡辺流演劇塾発表会『夜の影 -優しい怪談-』作・監修:渡辺えり（2015年）歌子役
- 朗読劇「深水三章朗読劇 vol.27（with渡辺喜子）」（2015年）
- 舞台「娼年」三浦大輔演出（東京公演のみ）（2016年）アンサンブル参加

## 参加作品
- 『少年笹餅』監督:岩田ユキ（2004年日本）記録
- 『デートスカウトの彼女』監督:駒谷 揚（2006年日本）PM
- 『上京しない物語』-YOSHIMOTO DIRECTOR'S 100 監督:博多華丸・大吉（2007年日本）助監督
- 『ロストガール』監督:山岡大祐（2009年日本）メイキング
- 『歌のおにいさん』テレビ朝日系列金曜ナイトドラマ （2009年日本）サード助監督
- 『I am GHOST』BeeTVドラマ（2010年日本）助監督
- 『放送禁止 洗脳 邪悪なる鉄のイメージ』監督:長江俊和（2014年日本）助監督
- 『名駅1丁目1番1号 〜人と、幸せを、つなぐ場所。〜』中京テレビドラマ （2017年日本）セカンド助監督
- 世にも奇妙な物語　'17秋の特別編『フリースタイル母ちゃん』『女子力』フジテレビ （2017年日本）サード助監督
- 『HARMONY』監督:日向朝子（2019年日本）助監督
- 『かぞくあわせ』「最高のパートナー」監督:大橋隆行（2019年日本）助監督
- 世にも奇妙な物語　'19秋の特別編『恵美論』フジテレビ （2019年日本）サード助監督
- 映画「月の満ち欠け」（2022年日本）サード助監督
- 映画「モエカレはオレンジ色」（2022年日本）サード助監督
- 映画「あちらにいる鬼」（2022年日本）エキストラ担当
- 短編映画「残照のかなたに」（2022年日本）共同脚本
- 短編映画『Doll Woman』監督＆出演:大原とき緒（2022年日本）　助監督
- 『TOKYO VICE』シーズン2　Max / WOWOW（2023年 世界配信）エキストラ担当アシスタント
- 連続ドラマ「やわ男とカタ子」テレビ東京（2023年 日本）演出部原稿応援
- WOWOWドラマ　連続ドラマW「坂の上の赤い屋根」（2023年 日本）演出部応援
- テレビ東京系「木ドラ24」『量産型リコ -最後のプラモ女子の人生組み立て記-』（2024年 日本）監督助手
- ラジオドラマシリーズ『僕の代わりはどこにでもいるけど僕はここにしかいない』（2024年 日本）台本　　吉原中央カルチャーセンター「HELLO YOSHIWARA 2024 吉原商店街を演じよう！」

## 監督作品
- 『貝殻』（長編ドラマ：120分）2005年　脚本／監督
- 『tig☆hug　ちぐはぐ』（長編ドラマ：100分）2014年　脚本／監督／出演
- 短編映画『君への想い』2015年　脚本／監督